# 황금새속
황금새속(Ficedula)은 참새목 딱새과에 속하는 조류 속의 하나이다. 딱새과 중에서 가장 큰 속으로 약 30여 종으로 이루어져 있다. 한때는 솔딱새속 (Muscicapa)에 포함시켜 분류하기도 했다. 유럽과 아시아 그리고 아프리카에서 발견된다.

## 하위 종
| - 흰꼬리딱새 (F. albicilla) - F. albicollis - F. basilanica - F. bonthaina - F. buruensis - F. crypta - F. disposita - F. dumetoria - 북방황금새 (F. elisae) - F. harterti - F. henrici | - F. hodgsonii - F. hyperythra - F. hypoleuca - 노랑딱새 (F. mugimaki) - 황금새 (F. narcissina) - F. nigrorufa - 붉은가슴흰꼬리딱새 (F. parva) - F. platenae - F. riedeli - F. rufigula | - F. sapphira - F. semitorquata - F. speculigera - F. strophiata - F. subrubra - F. superciliaris - F. timorensis - F. tricolor - F. westermanni - 흰눈썹황금새 (F. zanthopygia) |